# Guam Football Association National Training Center
Guam Football Association National Training Center – to wielofunkcyjny stadion w Dededo na Guamie. Obecnie najczęściej używany do rozgrywania meczów piłki nożnej. Swoje mecze rozgrywają na nim drużyny piłkarskie Benjamin Moore Strykers, Carpet Masters, Cars Plus, Doosan FC, Guam Shipyard, Ichiban Espada, Paintco Strykers, Quality Distributors, Southern Cobras. Obiekt składa się z dwóch boisk.